# Paola Drigo
Paola Bianchetti Drigo, de soltera Paolina Valeria Maria Bianchetti (Castelfranco Veneto, 4 de gener de 1876 - Pàdua, 4 de gener de 1938) va ser una autora italiana d'històries curtes i novel·les. És considerada una de les veus més interessants de la literatura de la primera meitat del segle XX i una de les primeres escriptores feministes italianes.
Es va donar a conèixer el 1913 amb la publicació del volum de relats La fortuna.

## Trajectòria
Paolina Valeria Maria Bianchetti va néixer a Castelfranco Véneto. El seu pare era el comte Giuseppe Valerio Bianchetto, un partidari de Garibaldi que va esdevenir polític i literat després de la unificació italiana. Paolina va educar-se al Liceo Canova de Treviso, on va esdevenir la primera estudiant femenina de la història de l'escola. Amb la mort del pare el 1888 la família va deixar Treviso per marxar a Venècia. Després va continuar els seus estudis a la Scuola Normale de Pàdua.
El 1898 es va casar amb l'enginyer agrònom paduà Gulio Drigo amb el qual va tenir un fill, Paolo, i una filla que va morir als pocs dies de néixer. Aquest episodi va quedar reflectit a la seva obra autobiogràfica Fine d'Anno. Al principi la parella va anar a viure en un palau a la Piazza del Santo, a Pàdua, però el 1900 es va traslladar a Mussolente on Giulio havia comprat Ca' Soderini, una gran vila i finca agrícola amb un dels parcs més grans i importants de la regió del Vèneto.
Fins a l'esclat de la Primera Guerra Mundial, Paola Drigo passava els hiverns a Roma, on va participar a nombrosos salons literaris. El 1912 els seus contes i novel·les van començar a aparèixer a La Lettura, una edició del Corriere della Sera. La seva primera col·lecció de contes, La fortuna, va ser publicada per Emilio Treves l'any 1913. La reacció favorable tant de la crítica com del públic van fer que Drigo esdevingués una col·laboradora habitual amb dues revistes literàries italianes, Nuova Antologia i L'Illustrazione Italiana.
Amb l'inici de la Primera Guerra Mundial el 1914, va tornar a Mussolente. Tot i que va continuar aportant contes i articles a diverses publicacions periòdiques italianes, no va publicar més llibres fins al1932. Els anys intermedis van estar marcats per una relació cada cop més tensa amb el seu fill i per la llarga i debilitant malaltia que va patir el seu marit. Després de la seva mort el 1922, Paola Drigo va haver d'assumir l'administració de les seves propietats alhora que feia freqüents viatges a Roma, Milà i Pàdua.
La seva tercera col·lecció de contes, La signorina Anna, es va publicar el 1932, seguida el 1936 per la publicació de les seves úniques novel·les, Fine d'Anno i Maria Zef.
Finalment es va establir a Pàdua on hi va passar el seu darrer any de vida. Assetjada per la depressió i per una severa úlcera gàstrica que li causava freqüents hemorràgies va estar en gran part confinada al seu llit en una habitació amb vistes al riu Bacchiglione. La seva darrera peça, Finistre sul fiume (Finestres sobre el riu), publicada al Corriere della Sera el 18 d'agost de 1937, va ser escrita des del seu llit d'hospital. La protagonista del conte reflexiona sobre la seva malaltia i la seva mort imminent.
Paola Drigo va morir el dia del seu 62è aniversari. Va ser enterrada prop de la seva vil·la a Mussolente i el funeral va comptar amb l'assistència d'uns quants familiars i de la seva amiga íntima la poeta i escriptora Manara Valgimigli.

## Obra

### Col·leccions d'històries curtes
- La fortuna. Milà: Treves, 1913
- Codino. Milà: Treves, 1918
- La signorina Anna. Vicenza: Jacchia, 1932

### Novel·les
- Fine d'anno. Milà: Treves, 1936
- Maria Zef. Milà: Treves, 1936

### Assaig
- Canova e il suo paese (Canova i el seu país) a Italia!, 4 d'abril de 1913.
- Andreas Hofer e il suo paese (Andreas Hofer i el seu país) a Noi e il Mondo, 11 de novembre de 1922.
- Libri, arte e donne (Llibres, Art i Donnes) a la Gazzetta di Venezia, 17 d'abril de 1923.
- Il baffo e la chioma (El bigoti i el cabell) a la Gazzetta di Venezia, 24 de juny de 1927.
- Uomini di genio e donne intellettuali. Egoismo, crudeltà e amore. Il punto di vista femminile (Homes de Geni i Dones Intel·lectuals. Egoïsme, crueltat i amor. El punt de vista femení.) A Nuova Antologia, 1 de juny de 1931.
- Femminismo e femminilità (Feminisme i Feminitat) a Nuova Antologia, 1 d'agost de 1931.